# Марк Лициний Крас Фруги (консул 64 г.)
Вижте пояснителната страница за други личности с името Марк Лициний Крас Фруги.
Марк Лициний Крас Фруги (на латински: Marcus Licinius Crassus Frugi; † между 66/68 г.) e политик на ранната Римска империя по времето на император Нерон.

## Биография
Син е на Марк Лициний Крас Фруги (консул 27 г.) и Скрибония, дъщеря на Луций Скрибоний Либон (консул 16 г.) и Корнелия Помпея, внучка на Помпей Велики.
През 64 г. е консул заедно с Гай Леканий Бас. Жени се за Сулпиция Претекста. и е баща на Луций Калпурний Крас Фруги Пизон Лициниан (суфектконсул 88 г.).